# Liste von Umweltzeichen
Die Liste von Umweltzeichen nennt Umweltzeichen für Produkte, Dienstleistungen und Betriebe. Mit der Vergabe eines Umweltzeichen sollen Produkte gekennzeichnet werden, die hinsichtlich bestimmter Merkmale umweltfreundlicher sind als andere.

## Liste
| Bezeichnung                                              | Bemerkungen | Abbildung |
| -------------------------------------------------------- | --- | --------- |
| Blauer Engel                                             | Vergeben seit 1978. |           |
| Siegel der Deutschen Gesellschaft für Nachhaltiges Bauen | Vergeben von der Deutschen Gesellschaft für Nachhaltiges Bauen auf Basis der Umweltdeklarationen des Instituts Bauen und Umwelt. Der Vorgänger war das Deutsche Gütesiegel Nachhaltiges Bauen. |           |
| Österreichisches Umweltzeichen                           | Seit 1990 vom österreichischen Umweltministerium für Produktgruppen, Dienstleistungen und Betriebe vergeben.                                                                                   |           |
| Europäisches Umweltzeichen, EU Ecolabel                  | Gilt im Europäischen Wirtschaftsraum; vergeben seit 1993, in Deutschland durch die RAL und das Umweltbundesamt.                                                                                |           |
| Nordisches Umweltzeichen                                 | Seit 1989 vom nordischen Ministerrat vergeben. |           |